# Могилёв, Лев Николаевич
Лев Николаевич Могилёв (14 ноября 1922, Иркутск, СССР — февраль 1985) — советский зоолог и физиолог, а также писатель-фантаст.Доктор биологических наук, профессор, завкафедрой Иркутского университета.

## Биография
Поступил на биологический факультет Иркутского университета в 1940 году. С началом Великой Отечественной войны мобилизован в армию. Прошел всю войну, участвовал в освобождении Луги, Новгорода, Ленинграда, Западной Украины, Польши, Германии. «На его памяти — освобождение узников Освенцима: длинные черные бараки, ограждения из колючей проволоки, худые, изможденные, плачущие от счастья люди протягивают руки навстречу солдатам», — отмечал В. Ларионов. В начале 1945 года на территории Германии был ранен.
Продолжил учёбу в университете в 1946 году. После окончания биологического факультета в 1949 году остался работать аспирантом кафедры зоологии беспозвоночных, был старшим научным сотрудником Биолого-географического научно-исследовательского института ИГУ. В 1956 году защитил кандидатскую диссертацию на тему «О суточных вертикальных миграциях массовых форм байкальского зоопланктона» (научный руководитель — Михаил Кожов).
В дальнейшем переключился на физиологические исследования, создал свою научную школу и развил оригинальное научное направление по физиологии зрения. C 1961 года — доцент кафедры физиологии и микробиологии. Основал кафедру физиологии человека и животных в Иркутском университете и заведовал ею с 1969 по 1985 год. В 1979 году защитил докторскую диссертацию «Пространственные зрительные эффекты, как показатели функциональной организации зрительных центров».
Автор примерно 120 научных трудов, среди которых одна монография — «Механизмы пространственного зрения» (1982).

## Литературное творчество
Является автором научно-фантастических повестей «Железный человек» (1962) и «Профессор Джон Кэви», объединённых в сборник «Железный человек» (1963). Обе повести посвящены судьбе изобретения и открытия «в мире капитала». Сюжетная завязка первой повести — научный опыт, состоящий в перемещении человеческого мозга в искусственное человекоподобное устройство.
Написал также фантастические, по В. Ларионову близкие к хоррору, повесть «Коллоид доктора Крога» (1964) и рассказ «Окно в прошлое» (1968). Рассказ переводился на польский.

## Произведения

### Научные труды
- Могилёв Л. Н. О пространственном зрительном эффекте при вращающемся изображении. — Иркутск, 1962.
- Могилёв Л. Н. Стереокинетический эффект как один из показателей функциональной организации зрительных центров // Функционально-структурные основы системной деятельности и механизмы пластичности мозга. — М. : Медицина, 1975. — С. 76—79.
- Могилёв Л. Н., Адрианов О. С. Механизмы пространственного зрения. — Наука, Ленинградское отделение, 1982. — 111 с.

### Художественная литература

#### Книги
- Могилёв Л. Железный человек: НФ повести. — Иркутск: Кн. изд-во, 1963. — 188 с. — 65 000 экз.

#### Отдельные публикации
- Могилёв Л. Железный человек: НФ повесть // Ангара. — 1962. — № 2 (55). — С. 72—103.
- Могилёв Л. Коллоид доктора Крога: Ф повесть // Ангара. — 1964. — № 3. — С. 115—139.
- Могилёв Л. Окно в прошлое // Ангара. — 1968. — № 4. — С. 40—52.